# Megachile buchwaldi
Megachile buchwaldi là một loài Hymenoptera trong họ Megachilidae. Loài này được Mitchell mô tả khoa học năm 1943.